# Gwylog ap Beli
Gwylog ap Beli (? – 725) va ser un rei de Powys que visqué al segle viii, fill de Beli ap Eiludd. Encara que és una època poc documentada de la història de Gal·les, es creu que el va succeir el seu fill Elisedd ap Gwylog, per bé que les genealogies que parles d'aquesta època, i que es van elaborar dos-cents anys més tard, entren en contradiccions temporals.